# Найт, Зонован
Зонован Найт (англ. Zonovan Knight; 11 апреля 2001, Бейли, Северная Каролина) — американский футболист, раннинбек клуба НФЛ «Детройт Лайонс». На студенческом уровне играл за команду университета штата Северная Каролина.

## Биография
Зонован Найт родился 11 апреля 2001 года в Бейли в Северной Каролине. Там же окончил старшую школу Сазерн Нэш. В составе её футбольной команды играл на позициях раннинбека и корнербека. За карьеру набрал выносом 5073 ярда, установив новый рекорд школы, и занёс 71 тачдаун. На момент выпуска входил в число двадцати лучших молодых игроков штата по версиям Rivals и 247Sports.

### Любительская карьера
В январе 2019 года Найт поступил в университет штата Северная Каролина. В дебютном сезоне он сыграл в двенадцати матчах, в том числе в семи в стартовом составе команды, набрав 745 ярдов. По итогам года он получил командную награду самому ценному игроку нападения и был включён в сборную новичков сезона по версии издания Pro Football Focus. В 2020 году Найт в двенадцати играх набрал 788 ярдов, второй сезон подряд став самым эффективным раннинбеком команды. В последующее межсезонье он перенёс операцию на плече, из-за которой пропустил большую часть сборов. Восстановившись, в турнире 2021 года Найт провёл двенадцать игр, набрав 753 ярда. Также по ходу сезона он улучшил свои навыки игры на блоке.

#### Статистика выступлений в NCAA
| Сезон | Команда             | Игры | Приём | Приём | Приём | Приём | Вынос | Вынос | Вынос | Вынос |
| Сезон | Команда             | Игры | Rec   | Yds   | Y/A   | TD    | Att   | Yds   | Y/A   | TD    |
| ----- | ------------------- | ---- | ----- | ----- | ----- | ----- | ----- | ----- | ----- | ----- |
| 2019  | Эн Си Стейт Вулфпэк | 12   | 7     | 45    | 6,4   | 0     | 136   | 745   | 5,5   | 5     |
| 2020  | Эн Си Стейт Вулфпэк | 12   | 20    | 136   | 6,8   | 0     | 143   | 788   | 5,5   | 10    |
| 2021  | Эн Си Стейт Вулфпэк | 12   | 21    | 156   | 7,4   | 0     | 140   | 753   | 5,4   | 3     |
| Всего | Всего               | 36   | 48    | 337   | 7,0   | 0     | 419   | 2286  | 5,5   | 18    |

### Профессиональная карьера
Перед драфтом НФЛ 2022 года портал Draft Network прогнозировал Найту выбор в шестом раунде. Аналитик сайта Джо Марино выделял его эффективность в зонных схемах выноса, хорошую работу ног, умение уходить от захватов, скорость, опыт игры в составе специальных команд. Среди недостатков выделялись неаккуратность обращения с мячом, не лучшие навыки действий на приёме и, несмотря на прогресс в последнем сезоне студенческой карьеры, проблемы в игре на блоке.
Найт не был выбран ни одним из клубов лиги и в мае в статусе незадрафтованного свободного агента подписал контракт с клубом «Нью-Йорк Джетс». Он успешно прошёл предсезонные сборы и в конце августа вошёл в заявку команды на регулярный чемпионат. В составе «Джетс» он дебютировал в матче одиннадцатой недели сезона. До конца чемпионата Найт принял участие в семи играх, набрав 300 ярдов выносом и 100 ярдов на приёме. В августе 2023 года клуб отчислил его, после чего он заключил соглашение с «Детройтом». В составе новой команды он сыграл в двух матчах сезона, после чего получил травму плеча и выбыл на длительный срок.

#### Статистика выступлений в НФЛ

##### Регулярный чемпионат
| Сезон | Команда        | Игры | Приём | Приём | Приём | Приём | Вынос | Вынос | Вынос | Вынос |
| Сезон | Команда        | Игры | Rec   | Yds   | Y/A   | TD    | Att   | Yds   | Y/A   | TD    |
| ----- | -------------- | ---- | ----- | ----- | ----- | ----- | ----- | ----- | ----- | ----- |
| 2022  | Нью-Йорк Джетс | 7    | 13    | 100   | 7,7   | 0     | 85    | 300   | 3,5   | 1     |
| 2023  | Детройт Лайонс | 2    | 1     | 8     | 8,0   | 0     | 3     | 13    | 4,3   | 0     |
| Всего | Всего          | 9    | 14    | 108   | 7,7   | 0     | 88    | 313   | 3,6   | 1     |